# Добрыловка
Добры́ловка (бел. Дабры́лаўка) — река в Белоруссии, правый приток Берёзовки. Протекает в Глубокском районе Витебской области.
Длина реки — 32 км. Площадь водосбора 133 км², средний уклон 1,5 м/км.
Река берёт начало у деревни Заборье, течёт на северо-запад по безлесой, равнинной местности. В нижнем течении протекает озеро Петровское. Долина реки трапециевидная, слабоизвилистая, шириной от 0,3 до 2 км. Склоны долины умеренно крутые, местами крутые. Пойма шириной 100—300 метров. Русло на протяжении 16 км канализировано, ниже Петровского озера извилистое.
Именованных притоков не имеет. На берегах реки стоит несколько деревень — Заборье, Сороки, Запрудье, Воробьи, Загорье, Курьяново, Микулино, Бабичи, Узречье, Петровщина, Рудница.
Впадает в Берёзовку у села Панфиловщина.